# Gareth Southgate
Sir Gareth Southgate, OBE (* 3. September 1970 in Watford) ist ein ehemaliger englischer Fußballspieler und heutiger Fußballtrainer. Meist als Innenverteidiger aufgeboten, bestritt er 57 Länderspiele für die englische A-Nationalmannschaft und nahm an zwei Europameisterschaften (1996 und 2000) und einer Weltmeisterschaft (1998) teil. Seine Vereinskarriere umfasste ab 1989 jeweils sechs Jahre bei Crystal Palace in London und Aston Villa in Birmingham, bevor er bei seinem letzten Klub FC Middlesbrough nach fünf Jahren ins Trainerfach wechselte und dort zwischen 2006 und 2009 erste Erfahrungen sammelte. Die größten sportlichen Erfolge Southgates, der vielerorts wegen seines verschossenen Elfmeters im Halbfinale der Europameisterschaft 1996 in Erinnerung blieb, waren 1996 und 2004 die beiden Siege im Ligapokal und 2006 das Erreichen des Endspiels im UEFA-Pokal.
Von 2016 bis 2024 war Southgate Cheftrainer der englischen Fußballnationalmannschaft. Bei der  Weltmeisterschaft 2018 führte er die von ihm stark umgebaute Mannschaft bis ins Halbfinale. Bei der Europameisterschaft 2021 erreichten die Three Lions das Finale, welches man im heimischen Wembley-Stadion im Elfmeterschießen gegen Italien verlor. Southgate führte seine Mannschaft bei der Europameisterschaft 2024 in Deutschland ins Finale gegen Spanien. Mit ihm als Cheftrainer erreichte die englische Männer-Nationalmannschaft erstmals ein Finale außerhalb des eigenen Landes.

## Spielerlaufbahn

### Crystal Palace (1989–1995)
Southgate wurde in den Jugendmannschaften des Südlondoner Klubs Crystal Palace ausgebildet und war zum Ende der 1980er-Jahre fester Bestandteil der Reservemannschaft. In Alan Smith, der ihn während seiner Entwicklung als Trainer früh begleitet hatte, fand Southgate einen persönlichen Förderer. Als Co-Trainer der ersten Mannschaft legte er ihn seinem „Chef“ Steve Coppell nahe und dieser beförderte das Talent in der ersten Premier-League-Spielzeit 1992/93 regelmäßig in die Stammformation. Zwar stieg der Verein im Sommer 1993 in die Zweitklassigkeit ab, jedoch wurde offensichtlich, dass ein außergewöhnliches Talent mit Führungsqualitäten bei den „Adlern“ heranreifte. Kurz nachdem Southgate 100 Pflichtspiele im Seniorenbereich absolviert hatte, übernahm er im November 1993 das Kapitänsamt und unter seiner Regie gelang als Zweitligameister auf Anhieb der direkte Wiederaufstieg. Besondere Anerkennung in Fachkreisen und bei den eigenen Anhängern verdiente er sich zu Beginn der Karriere durch seine Vielseitigkeit. Neben Auftritten als Außenverteidiger und im Abwehrzentrum füllte er nahezu jede Rolle im Mittelfeld aus und überzeugte hier mit einer selbstbewussten Ausstrahlung sowie spielerischer Eleganz.
Zurück in der Premier League, war Southgate in der Saison 1994/95 unumstrittene Leitfigur seiner Mannschaft und fehlte in keinem der 42 Ligaspiele. Der unermüdliche Einsatz während der insgesamt 57 Pflichtspielen in dieser Saison wurde jedoch nicht belohnt, und nach spannendem Abstiegskampf reichte der 19. Rang (von damals noch 22 Mannschaften) knapp nicht für den Klassenerhalt. Als schließlich Alan Smith, der nach dem ersten Abstieg 1993 das Cheftraineramt übernommen hatte, Palace verließ, brach auch Southgate seine Zelte in London ab und wechselte für 2,5 Millionen Pfund zu Aston Villa. Die Anhängerschaft verübelte der sich später in den Fokus der englischen Nationalmannschaft spielenden Identifikationsfigur diese Entscheidung nicht, und noch ein knappes Jahrzehnt später begrüßten die Fans im Selhurst Park den mit dem FC Middlesbrough gastierenden Southgate mit stehenden Ovationen.

### Aston Villa (1995–2001)
Schnell gelang Southgate in Birmingham der gewünschte Karrieresprung und in der Saison 1995/96 galt er als eine der größten Entdeckungen in der Premier League überhaupt. Als Teil der Dreier-Abwehrreihe mit Ugo Ehiogu und Paul McGrath war der beidfüßige Neuling auch für die Spieleröffnung zuständig und nach einer Knöchelverletzung zu Beginn im März 1996 kehrte er noch vor Monatsende in die Mannschaft zurück, um das Ligapokalfinale gegen Leeds United mit 3:0 zu gewinnen. Nach der für ihn „traumatisch“ endenden Teilnahme an der Europameisterschaft 1996 im eigenen Land, bei der er im Halbfinale gegen Deutschland den sechsten Elfmeter verschoss und damit das Ausscheiden angesichts eines noch für Deutschland zu schießenden Elfmeters durch Andreas Möller unglücklich einleitete, überzeugte Southgate auf Anhieb wieder im Verein mit konstanten Leistungen. In der Spielzeit 1996/97, in der er zeitweise im Mittelfeld aushalf und Andy Townsend nach dessen Ausfall als Kapitän vertrat, verpasste er zwar verletzungsbedingt zehn Spiele in Serie, aber die erneute Qualifikation für den UEFA-Pokal gelang 1997 ebenso, wie ein Jahr später, als er nach Townsends Weggang zum FC Middlesbrough neuer Mannschaftsführer und endgültig zum Schlüsselspieler im Abwehrverbund der „Villans“ wurde.
Ausgestattet mit einem neuen Fünfjahresvertrag im Oktober 1998, führte Southgate die Mannschaft in der Saison 1998/99 zeitweilig an die Tabellenspitze, war oftmals nach dem verletzungsbedingten Ausfall von Ehiogu an der Seite des erst 17-jährigen Gareth Barry der „Turm in der Schlacht“ und erreichte unter derart erschwerten Bedingungen am Ende einen respektablen sechsten Rang. Knapp ein Jahr später zog Aston Villa unter Southgates Führung erstmals nach 43 Jahren wieder ins FA-Cup-Endspiel ein, das mit 0:1 gegen den FC Chelsea verloren ging. Dazu hatte er im Januar 2000 die Auszeichnung zum „Spieler des Monats“ in der Premier League gewonnen; zuvor war ihm im September 1999 das seltene Unglück gegen Leicester City (1:3) widerfahren, zunächst ein Eigentor verschuldet zu haben und anschließend mit einer gelb-roten Karte hinausgestellt zu werden. Die Saison 2000/01 war Southgates letzte in Diensten von Aston Villa. Bereits vor Beginn der Europameisterschaft 2000 hatte er offiziell um die Freigabe für einen Wechsel ersucht, sich aber von dem damals aktiven Trainer John Gregory noch eine Absage eingehandelt.

### FC Middlesbrough (2001–2006)
Der Wechsel zum FC Middlesbrough im Sommer 2001 überraschte, da dieser Klub nicht zu den großen englischen Fußballvereinen zählte. Die „Personalie Southgate“ war die erste Verpflichtung des neuen Trainers Steve McClaren und als nicht unwesentlich galt, dass er in der Innenverteidigung wieder auf Ugo Ehiogu traf, der im Jahr zuvor bereits zu „Boro“ gestoßen war. Schnell fand sich der Neuling in neuer Umgebung zurecht und der neue „Publikumsliebling“ im Riverside Stadium gewann auf Anhieb die Auszeichnung zum vereinsinternen „Spieler des Jahres“.
Nachdem Paul Ince den Verein verlassen hatte, übernahm Southgate zur Saison 2002/03 die Kapitänsbinde und in dieser Rolle nahm er im Februar 2004 mit dem Ligapokal im Millennium Stadium die erste bedeutende Trophäe in der Geschichte des FC Middlesbrough entgegen. In der folgenden Saison 2004/05 gelang ihm mit dem siebten Rang die beste Platzierung in der Premier League, die gleichzeitig die zweite Teilnahme am UEFA-Pokal in Folge sicherstellte. Dort zog er in seinem letzten Jahr als aktiver Spieler ins Endspiel ein. In dem finalen Auftritt seiner Laufbahn scheiterte er dort jedoch am 10. Mai 2006 mit 0:4 am FC Sevilla.

### Englische Nationalmannschaft
Am 12. Dezember 1995 debütierte Southgate als englischer Nationalspieler und wurde dabei in einer Partie gegen Portugal eingewechselt. Anschließend nominierte ihn Terry Venables für die anstehende Euro 1996 im eigenen Land, wo er ein wichtiger Spieler in der Defensive war und mit seiner Mannschaft bis ins Halbfinale einzog. Dort sorgte sein verschossener Strafstoß im Elfmeterschießen gegen Andreas Köpke dafür, dass der Gastgeber aus dem Turnier ausschied.
Zwei Jahre später war er im Kader für die WM 1998 in Frankreich. Dort verletzte er sich bereits im ersten Gruppenspiel gegen Tunesien (2:0) und kehrte erst im Achtelfinale gegen Argentinien per Einwechslung für Graeme Le Saux zurück, kurz nachdem David Beckham des Feldes verwiesen worden war. Auch bei der Euro 2000 in den Niederlanden und Belgien kam er zum Einsatz, aber bei der WM 2002 in Japan und Südkorea fehlte er im Kader Englands, obwohl er die Mannschaft im vorletzten Länderspiel vor der WM-Endrunde (1:1 gegen Südkorea) noch in der zweiten Halbzeit als Kapitän angeführt hatte. Ein möglicher Einsatz bei der Euro 2004 in Portugal scheiterte an einer Knieverletzung, die sich Southgate in der Schlussphase der Saison 2003/04 zugezogen hatte. So blieb sein 57. Länderspiel gegen Schweden (0:1) am 31. März 2004 sein letztes.

## Trainerkarriere
Nach dem Weggang von Steve McClaren entschied der Vereinsvorsitzende Steve Gibson, Southgate im Juni 2006 die Trainernachfolge beim FC Middlesbrough anzubieten. Obwohl dieser nicht über die notwendige UEFA-Trainerlizenz verfügte, erteilte die Premier League eine Erlaubnis, da man der Argumentation folgte, dass Southgate aufgrund seiner langjährigen Verpflichtungen für die englische Nationalmannschaft nicht die Zeit für die notwendigen Trainerkurse gehabt hatte und entsprechend Rücksicht genommen werden müsse – die Trainervereinigung LMA sah diese Entscheidung kritisch. Southgate blieb weiterhin als Spieler gemeldet, um im Falle einer Verletztenkrise in seinem Verein „einspringen“ zu können. Damit besaß die Premier League nach sieben Jahren wieder einen echten Spielertrainer.
In seiner ersten Saison 2006/07 erreichte er mit dem FC Middlesbrough einen respektablen 12. Abschlusstabellenplatz. Erste kritische Stimmen kamen auf, als sich der Klub in der zweiten Spielzeit 2007/08 lange Zeit von den Abstiegsplätzen nicht lösen konnte. Der sichere Klassenerhalt gelang jedoch anschließend noch und mit der Auszeichnung zum Trainer des Monats August 2008 schien die Krise bewältigt. Nach einem Auswärtssieg gegen seinen Ex-Klub Aston Villa rangierten Southgates Mannen im November 2008 auf dem achten Platz, bevor diese durch eine Serie von 14 sieglosen Partien bis Ende Februar 2009 sportlich entscheidend zurückgeworfen worden. Am Ende der Saison 2008/09 stieg Boro in die zweitklassige Football League Championship ab. Dabei war Southgate zunächst noch im Amt verblieben und nach einem 2:0-Sieg gegen Derby County belegte sein Team am 20. Oktober 2009 den vierten Platz, bevor ihn Gibson durch den schottischen Altinternationalen Gordon Strachan ersetzte.
Am 22. August 2013 wurde Southgate zum Cheftrainer der englischen U21-Nationalmannschaft ernannt. Ende September 2016 berief die FA ihn als Interimstrainer der A-Nationalmannschaft, nachdem Sam Allardyce wegen eines Enthüllungsskandals nach nur kurzer Amtszeit entlassen worden war. Zwei Monate später stellte die FA Southgate als neuen Chefcoach der Three Lions vor. Nachdem Southgate die Nationalmannschaft bei der WM 2018 bis ins Halbfinale geführt hatte, wurde er im Dezember 2018 zum britischen Trainer des Jahres gewählt.
Bei der durch die COVID-19-Pandemie um ein Jahr verschobenen kontinental ausgetragenen Europameisterschaft erreichte Southgate mit England das Finale. Dieses wurde im Elfmeterschießen gegen Italien im heimischen Wembley-Stadion verloren. Einige Kritiker warfen Southgate taktische Fehler vor, da er im Elfmeterschießen auf den Einsatz junger Einwechselspieler gesetzt hatte. So waren Marcus Rashford und Jadon Sancho als vermeintlich sichere und ausgeruhte Schützen erst zum Ende der Nachspielzeit (1:1) eingewechselt worden. Zuvor hatten beide im Verlauf des Turniers unter Southgate kaum eine Rolle gespielt. Rashford und Sancho hielten dem Druck nicht stand, ehe als letzter Schütze der 19-jährige Einwechselspieler Bukayo Saka an dem gegnerischen Torhüter Gianluigi Donnarumma scheiterte. Damit verlor England das Finale gegen Italien mit 2:3 im Elfmeterschießen. Southgate nahm die Kritik an und die genannten Spieler in Schutz.
Beim 5:3-Sieg im Elfmeterschießen im Viertelfinale der Fußball-Europameisterschaft 2024 gegen die Schweiz absolvierte er sein 100. Spiel als Trainer der Engländer. Er erreichte das Finale, in welchem sein Team den Spaniern mit 1:2 unterlag. Nach dem verlorenen Finale gab er das Ende seines Engagements als englischer Nationaltrainer bekannt.

## Titel und Auszeichnungen
Titel
- Englischer Ligapokalsieger (2): 1996 (Aston Villa), 2004 (FC Middlesbrough)

Auszeichnungen
- 2019: Order of the British Empire im Rang eines Offiziers (OBE)[23]
- BBC Sports Personality of the Year Coach Award: 2021
- 2025: Ritterschlag (Knight Bachelor)[24]

## Soziales Engagement
Southgate engagiert sich als Botschafter bei Show Racism the Red Card.